# 青春換日線
《青春換日線》（英語：REBORN）是一部於2022年上映的臺灣劇情片，由杜榮峰所執導的校園劇情片。呂晉宇、晏柔中、初孟軒、商鼎、黃琳媛主演。電影於2022年3月11日上映。

## 演員
- 呂晉宇飾羅東佑，與晉生、英睿是好麻吉，自稱三劍客。
- 初孟軒飾張晉生，從小被母親拋下，與五歲的弟弟相依為命。
- 商鼎飾陳英睿，一位很有正義感的朋友，父親是警察所長。
- 晏柔中飾王珍珍，小提琴才女，也是東佑的女神。
- 黃琳媛飾胡寶兒，大喇喇有一點嗆辣的女生。
- 邱品程飾林耀宗，家裡很有錢的公子哥，為人跋扈。
- 葛丞飾潘帥，雖然是男性但心裡卻住小女生。
- 向承寓飾吳大勇（又名肉腳），胖胖的男生，因為輸錢一度有想要自殺的念頭。
- 方琦飾李婷萱（萱萱），轉學生。
- 陳映澐飾張晉華（又名華華），晉生的弟弟，患有亞斯柏格症。
- 王皓飾寬哥，黑幫老大，設局讓東佑將簽賭市場帶進校園。
- 陳冠豪飾阿振，中輟生，輟學後加入寬哥的手下為寬哥做事。
- 戴致杰飾菸頭，黑幫成員。
- 昶瑋飾一元，黑幫成員。
- 林家祥飾阿祥，黑幫成員。
- 李鳳新飾教官。
- 孟翔飾英文老師。
- 宋少卿飾宋寶傑，《追蹤最前線》的節目主持人。
- 劉明勳飾羅政綱，羅東佑的父親，也是《追蹤最前線》的節目名嘴。
- 劉爾金飾劉金，《追蹤最前線》的節目名嘴。
- 李國超飾陳所長，陳英睿的父親，最後與東佑聯手調查校園簽賭事件。
- 洪綺陽飾美華，羅東佑的媽媽。
- 梁佑南飾王珍珍的媽媽。
- 兵家綺飾肉腳的媽媽。
- 王文彬飾同班同學。
- 周大弘飾同班同學。
- 侯欣言飾同班同學。
- 趙芷涵飾同班同學
- 黃以安飾同班同學
- 鍾岳軒飾謝保利，同班同學。

## 外部連結
- 《青春換日線》FB官方粉絲專業
- 《青春換日線》IG官方粉絲專業
- 峰起云湧官方網址《青春換日線》Reborn。 （页面存档备份，存于）